# RAID 4
O RAID 4 são Discos de dados independentes, com um disco de paridade compartilhado. E ele requer um mínimo de três discos para ser implementado, pois se fosse feito com dois discos seria um RAID 1, pois a paridade seria como um espelhamento.
No RAID 4 os dados são quebrados em blocos e os blocos são escritos em discos de dados. Diferente do RAID 3, onde os dados são quebrados bit a bit.
Quando o dado é escrito, a paridade é gerada sobre o que se escreveu, então é gravada no disco de paridade, e verificada quando o dado é lido.
Este nível de RAID permite que os dados sejam reconstruídos em tempo real utilizando a paridade calculada entre os discos. Se um disco falha, tudo continua funcionando, porém mais lentamente pois será feito cálculos com a paridade para a recuperação dos dados, mas após a troca do disco danificado, tudo volta ao normal

## Características e vantagens
- Taxa de leitura rápida;

- Baixa taxa de ECC (o que significa maior eficiência);

- Possibilidade do aumento de área de discos físicos.

## Desvantagens
- A taxa de gravação é muito baixa, porque grava sempre no disco de dados e no disco de paridade, ou seja, como ele tem que gravar tudo duas vezes, a gravação fica mais lenta.

- Há fadiga no disco de paridade, pois é atualizado a cada gravação e verificado a cada leitura, ou seja, a cada vez que qualquer disco de dados é acessado, o disco de paridade também é, e isso gera fadiga de material, diminuindo o tempo de vida útil do disco de paridade.

- Em comparação com o RAID 1, em caso de falha do disco, a reconstrução é difícil, pois o RAID 1 já tem o dado pronto no disco espelhado.

- Tudo o que o RAID 4 faz de bom, outros RAID´s, como o 5, fazem melhor e, também efetuam bem o que o RAID 4 realiza mal, tornando o RAID 4 antiquado.

## Aplicações
Mesmo obsoleto, o RAID 4 pode ser utilizado para sistemas que geram arquivos muito grandes e que seja necessário integridade das informações, como Edição de vídeo por exemplo. Pois a atualização da paridade a cada gravação proporciona maior confiabilidade no armazenamento. Sem periclitar de perder os dados. Porém, pelo mesmo preço pode-se implementar o RAID 5 que realizará melhor as atividades ao RAID incumbidas.